# Присивашное (Советский район)
Присива́шное (ранее Тузлы́-Шейх-Эли́; укр. Присивашне, крымскотат. Tuzlu Şeyh Eli, Тузлу Шейх Эли) — село в Советском районе Республики Крым, входит в состав Урожайновского сельского поселения (согласно административно-территориальному делению Украины — Урожайновского сельского совета Автономной Республики Крым).

## Население
| 2001 | 2014 |
| ---- | ---- |
| 380  | ↘269 |

Всеукраинская перепись 2001 года показала следующее распределение по носителям языка
| Язык       | Процент |
| ---------- | ------- |
| русский    | 58.95   |
| украинский | 8.68    |
| другие     | 0.52    |

### Динамика численности
| - 1805 год — 122 чел. - 1864 год — 51 чел. - 1889 год — 69 чел. - 1892 год — 74 чел. - 1904 год — 6 чел. - 1915 год — 0 чел. | - 1919 год — 73 чел. - 1926 год — 75 чел. - 1989 год — 378 чел. - 2001 год — 380 чел. - 2009 год — 360 чел. - 2014 год — 269 чел. |

## Современное состояние
На 2017 год в Присивашном числится 6 улиц; на 2009 год, по данным сельсовета, село занимало площадь 44 гектара на которой, в 113 дворах, проживало 360 человек. В селе действует фельдшерско-акушерский пункт, магазин. Ранее было 2-м отделением совхоза «Феодосийский». Присивашное связано автобусным сообщением с райцентром, Симферополем, городами Крыма и соседними населёнными пунктами.

## География
Присивашное — село в центре района, в степном Крыму, недалеко от берега Сиваша, в устье реки Мокрый Индол, высота над уровнем моря — 16 м. Ближайшие населённые пункты — Урожайное в 3,5 км на юго-восток и райцентр Советский — примерно в 7 километрах (по шоссе), там же ближайшая железнодорожная станция — Краснофлотская (на линии Джанкой — Феодосия). Транспортное сообщение осуществляется по региональной автодороге 35Н-583 Советский — Урожайное (по украинской классификации — С-0-11426).

## История
Первое документальное упоминание села встречается в Камеральном Описании Крыма… 1784 года, судя по которому, в последний период Крымского ханства Тамак-Шейхели входил в Старо-Крымский кадылык Кефинскаго каймаканства. После присоединения Крыма к России (8) 19 апреля 1783 года, (8) 19 февраля 1784 года, именным указом Екатерины II сенату, на территории бывшего Крымского Ханства была образована Таврическая область и деревня была приписана к Левкопольскому, а после ликвидации в 1787 году Левкопольского — к Феодосийскому уезду Таврической области. После Павловских реформ, с 1796 по 1802 год, входила в Акмечетский уезд Новороссийской губернии. По новому административному делению, после создания 8 (20) октября 1802 года Таврической губернии, Шеих-Эли был включён в состав Байрачской волости Феодосийского уезда.
По Ведомости о числе селении, названиях оных, в них дворов… состоящих в Феодосийском уезде от 14 октября 1805 года , в деревне Шеих-Эли числилось 17 дворов и 122 жителя крымских татар. На военно-топографической карте генерал-майора Мухина 1817 года деревня Шеих ели обозначена с 22 дворами. После реформы волостного деления 1829 года Тамак Шеих Эли, согласно «Ведомости о казённых волостях Таврической губернии 1829 года», отнесли к Учкуйской волости (переименованной из Байрачской). На карте 1836 года в деревне Шеих-Эли (или Тамак Шеих-Эли) 20 дворов, как и на карте 1842 года.
В 1860-х годах, после земской реформы Александра II, деревню приписали к Салынской волости. Согласно «Списку населённых мест Таврической губернии по сведениям 1864 года», составленному по результатам VIII ревизии 1864 года, Тузла-Шейх-Эли (он же Тамак-Шейх-Эли) — владельческая деревня татарская и русская с 12 дворами, 51 жителем и мечетью при соляном озере Шейх-Эли близ Сиваша. На трёхверстовой карте Шуберта 1865—1876 года селение Шейх-Эли (или Тамак-Шейх-Эли) обозначено с 3 дворами.
4 июня 1871 года были высочайше утверждены Правила об устройстве поселян-собственников (бывших колонистов)…, согласно которым образовывалась немецкая Цюрихтальская волость и Шейх-Эли включили в её состав. По «Памятной книге Таврической губернии 1889 года», по результатам Х ревизии 1887 года, в деревне Шейх-Эли числилось 12 дворов и 69 жителей.
После земской реформы 1890-х годов одна часть деревни осталась в составе Цюрихтальской волости, другую, безземельную, передали во Владиславскую. По «…Памятной книжке Таврической губернии на 1892 год» в деревне Тузла-Шейх-Эли, входившей в Окреченское сельское общество Цюрихтальской волости, числилось 39 жителей в 11 домохозяйствах, а в Тузла-Шейх-Эли Владиславской, не входившей ни в одно общество — 35 жителей, у которых домохозяйств не числилось (так обычно записывались недолговечные поселения аредаторов). Затем, по неизвестной причине, селение опустело и было возрождено, как немецкий хутор Раппгейм, в котором в 1904 году было всего 6 жителей. По Статистическому справочнику Таврической губернии. Ч.II-я. Статистический очерк, выпуск пятый Феодосийский уезд, 1915 год, на хуторе Тузла-Шейх-Эли (Рапп К. и Т.) Цюрихтальской волости Феодосийского уезда числилось 2 двора без населения. При хуторе числилось 1244 десятины удобной земли. В хозяйстве имелось 86 лошадей, 201 вол, 40 коров и 650 голов овец, свиней, или коз (на 1919 год население было 73 человека). Согласно списку 1915 года «…русских подданных из австрийских, венгерских или германских выходцев» землевладельцев, опубликованном в газете «Таврические губернские ведомости» в апреле 1915 года, при деревне Тузла-Шеих-Эли значатся крымские немцы: Ведель Бениамин Бениаминович, имевший 400 десятин земли, Фризе Фриза Корнилиевна — 100 дес. Также семья Пенер Корнилий Вильгельмовича, владевшего 400 дес. и его сыновья: Вильгельм, Генрих и Абрам — по 100 дес. каждый.
После установления в Крыму Советской власти, по постановлению Крымревкома № 206 «Об изменении административных границ» от 8 января 1921 года была упразднена волостная система и село вошло в состав Ичкинского района Феодосийского уезда, а в 1922 году уезды получили название округов. 11 октября 1923 года, согласно постановлению ВЦИК, в административное деление Крымской АССР были внесены изменения, в результате которых округа были отменены, Ичкинский район упразднили, включив в состав Феодосийского в состав которого включили и село. Согласно Списку населённых пунктов Крымской АССР по Всесоюзной переписи 17 декабря 1926 года, в совхозе Тузлы-Шейх-Эли, Ичкинского сельсовета Феодосийского района, числилось 18 дворов, все некрестьянские, население составляло 75 человек, из них 29 евреев, 24 русских, 11 украинцев, 5 болгар, 4 армян, 1 грек, 1 немец (по согласно энциклопедическому словарю «Немцы России» население составляло 10 человек). Постановлением ВЦИК «О реорганизации сети районов Крымской АССР» от 30 октября 1930 года Феодосийский район был упразднён и был создан Сейтлерский район (по другим сведениям 15 сентября 1931 года), в который включили село, а с образованием в 1935 году Ичкинского — в состав нового района. К этому времени село опустело и на километровой карте Генштаба Красной армии 1941 года значатся урочище Тузлы-Шейх-Эли и одноимённый совхоз.
После освобождения Крыма от фашистов, 12 августа 1944 года было принято постановление № ГОКО-6372с «О переселении колхозников в районы Крыма» и в сентябре 1944 года в район приехали первые новоселы (180 семей) из Тамбовской области, а в начале 1950-х годов последовала вторая волна переселенцев из различных областей Украины. Время переименования в Присивашное по доступным источникам пока не установлено, в доступных материалах село значится под новым названием, без упоминания старого. С 25 июня 1946 года село в составе Крымской области РСФСР, а 26 апреля 1954 года Крымская область была передана из состава РСФСР в состав УССР. Время включения Урожайновский сельсовет пока не установлено: на 15 июня 1960 года Присивашное уже числилось в его составе. Указом Президиума Верховного Совета УССР «Об укрупнении сельских районов Крымской области», от 30 декабря 1962 года Советский район был упразднён и село присоединили к Нижнегорскому. 8 декабря 1966 года Советский район был восстановлен и село вновь включили в его состав. По данным переписи 1989 года в селе проживало 378 человек. С 12 февраля 1991 года село в восстановленной Крымской АССР, 26 февраля 1992 года переименованной в Автономную Республику Крым. С 21 марта 2014 года в составе Крыма аннексировано Россией.